# Équipe cycliste Handsling Alba Development
L'équipe cycliste Handsling Alba Development est une équipe cycliste féminine britannique créée en 2023. Elle évolue depuis 2024 sur le circuit continental UCI. L'équipe accompagne ses coureuses principalement sur la route et la piste.

## Histoire

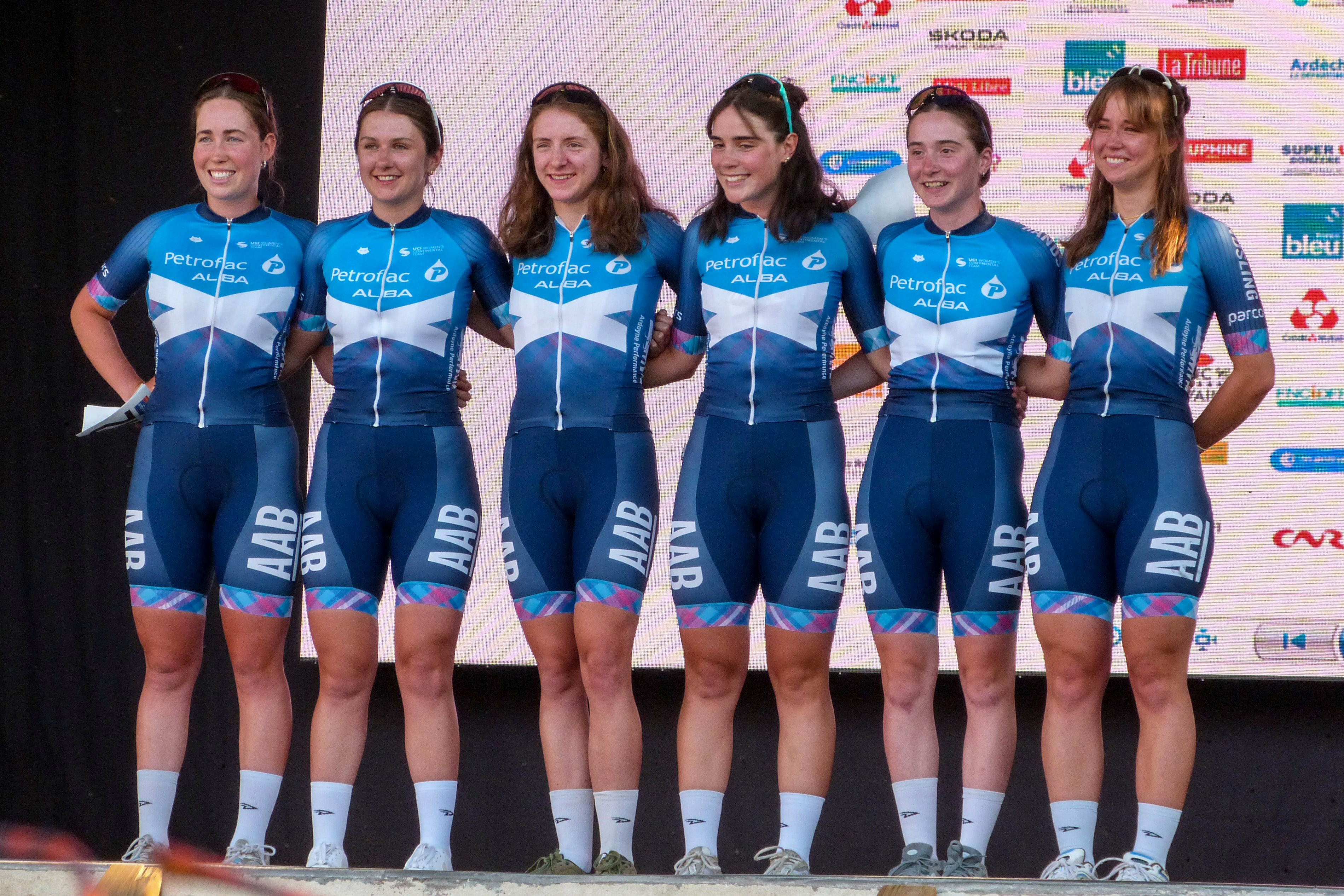
Une partie de l'équipe 2024 au départ du TCFIA

L'équipe est créée par Bob Lyon pour la saison 2022 sous le nom d'Alba Development Road Team, au niveau de club national. Elle a pour ambition de permettre à des coureuses principalement écossaises, et plus généralement britanniques, de participer à des courses au Royaume-Uni et sur le continent européen. 
En septembre 2023 Eilidh Shaw devient championne d'Écosse.
Pour la saison 2024, l'équipe monte d'un niveau, pour rejoindre le circuit continental UCI. L'équipe participe notamment au Tour de Feminin, en République tchèque, où Eilidh Shaw signe deux 3e places, lors des 2e et 4e étapes. Elle est récompensées du titre de meilleure coéquipière (domestic of the year) lors des British Conti Awards 2024.
À l'intersaison, l'équipe recrute notamment Eluned King multiple médaillée européenne et mondiale dans les catégories jeunes sur piste et Neah Evans, double championne du monde sur piste également.

## Partenaires
Le partenaire principal est, depuis la saison 2025, le fabricant de cycle Handsling. Le marchand de café Petit Yellow Vélo soutient l'équipe depuis la mi-saison 2024.

## Équipe actuelle
| Effectif 2025                     | Effectif 2025     | Effectif 2025 | Effectif 2025                      |
| Cycliste                          | Date de naissance | Pays          | Équipe précédente                  |
| --------------------------------- | ----------------- | ------------- | ---------------------------------- |
| Keira Bond                        | 9 août 2004       | États-Unis    |                                    |
| Lauren Dickson                    | 26 avril 2000     | Royaume-Uni   |                                    |
| Neah Evans                        | 1 août 1990       | Royaume-Uni   | Torelli-AppMazed-GSG (2024)        |
| Amy Gornall                       | 13 septembre 1996 | Royaume-Uni   | YRDP Fred Whitton Challenge (2018) |
| Arianne Holland                   | 19 août 1999      | Royaume-Uni   |                                    |
| Eluned King                       | 1 août 2002       | Royaume-Uni   | Lifeplus Wahoo (2024)              |
| Maddie Leech                      | 4 mai 2003        | Royaume-Uni   | Lifeplus Wahoo (2024)              |
| Beth Morrow                       | 12 septembre 2002 | Royaume-Uni   | DAS-Handsling Bikes (2023)         |
| Abigail Plowman                   | 23 mai 1999       | Royaume-Uni   |                                    |
| Mari Porton                       | 28 mai 2006       | Royaume-Uni   |                                    |
| Kate Richardson (29 mars–31 déc.) | 12 septembre 2002 | Royaume-Uni   | Lifeplus Wahoo (2024)              |
| Amelia Tyler                      | 20 septembre 2003 | Irlande       |                                    |
|                                   |                   |               |                                    |
| Source : ProCyclingStats          |                   |               |                                    |